# 山下拓郎
山下 拓郎（やました たくろう、1984年10月21日 - ）は、静岡県出身の元陸上競技選手、陸上競技指導者。常葉学園菊川高等学校、亜細亜大学卒業。かつては社会人の富士通に所属した。現役時代の専門は長距離走。
2024年現在は小森コーポレーション陸上競技部コーチ。

## 経歴
静岡県の常葉学園菊川高校卒業後に岡田正裕率いる亜細亜大学陸上競技部に入部。1年次より箱根駅伝に出場。3年次の第82回東京箱根間往復大学駅伝競走では、同校初の総合優勝に大きく貢献するとともに自身も9区で区間賞を受賞した。このほか、大学時代は出雲駅伝に1回、全日本大学駅伝に3回出場している。
大学卒業後は社会人の富士通に入社。2009年11月の大田原マラソンで優勝するなど実績を積んだ。
その後選手を引退し、2019年4月からは岡田正裕の後任として拓殖大学の男子駅伝監督に就任した。2023年3月末日をもって退任。
2023年3月1日に小森コーポレーション陸上競技部コーチに就任。

## 戦績

### 大学駅伝戦績
| 学年（年度）       | 出雲駅伝                    | 全日本大学駅伝                   | 箱根駅伝                          |
| ------------------ | --------------------------- | -------------------------------- | --------------------------------- |
| 1年生 （2002年度） | 第15回 亜細亜大学 不出場    | 第35回 亜細亜大学 不出場         | 第80回 10区-区間7位 1時間11分39秒 |
| 2年生 （2004年度） | 第16回 ― - ― 出走なし       | 第36回 6区-区間10位 37分09秒     | 第81回 10区-区間6位 1時間10分30秒 |
| 3年生 （2005年度） | 第17回 ― - ― 出走なし       | 第37回 7区-区間6位 36分26秒      | 第82回 9区-区間賞 1時間9分30秒    |
| 4年生 （2006年度） | 第18回 6区-区間8位 30分34秒 | 第38回 8区-区間9位 1時間01分19秒 | 第83回 2区-区間16位 1時間10分36秒 |